# Contea di Wyalkatchem
La contea di Wyalkatchem è una delle 43 local government areas che si trovano nella regione di Wheatbelt, in Australia Occidentale. Essa si estende su di una superficie di circa 1.595 chilometri quadrati ed ha una popolazione di 564 abitanti.